# Au nom du père, du fils et du colt...
Pour plus de détails, voir Fiche technique et Distribution.
Au nom du père, du fils et du colt... (In nome del padre, del figlio e della Colt) est un western spaghetti italo-espagnol sorti en 1971, réalisé par Mario Bianchi sous le pseudonyme de Frank Bronston.

## Synopsis
Billy Nolan est le shérif d'une petite ville qui se prépare à la fête d'Halloween. Mais alors que les préparatifs s'achèvent, Billy doit enquêter sur des homicides commis par un mystérieux personnage vêtu d'une capuche et d'un masque de cuir. Billy est arrêté parce qu'on croit le reconnaître comme un chef de bande qui a autrefois violé une jeune femme, et qui sévit encore dans la région. En réalité, l'auteur de ces crimes est le frère jumeau de de Billy, Wess Cassidy. Or celui-ci prévoit d'attaquer la banque la nuit même de la fête, grâce à la complicité du masque de cuir. Billy parviendra à arrêter son frère et à démasquer le masque de cuir.

## Fiche technique
- Titre français : Au nom du père, et du fils et du colt
- Titre original italien : In nome del padre, del figlio e della Colt
- Langue : italien
- Pays :  Italie,  Espagne
- Année de sortie : 1971
- Durée : 80 min
- Genre : Western spaghetti
- Réalisation : Mario Bianchi (sous le pseudo de Frank Bronston)
- Scénario : Eduardo Maria Brochero, Mario Gariazzo, Arpad De Riso
- Production : Silvio Battistini (sous le pseudo de John Wyler) pour New Films (Rome), Aldebaràn Film (Madrid)
- Distribution en Italie : Indipendenti Regionali
- Photographie : Emilio Foriscot
- Montage : Giancarlo Vernarucci Cadueri
- Effets spéciaux : Eugenio Ascani
- Musique : Piero Piccioni
- Décors : Jaime Cubero, José Luis Galicia
- Maquillage : Sergio Petruzzelli
- Inédit à Paris, sorti en province le 26 mars 1976[1]

## Distribution
- Craig Hill : Billy Nolan et Wess Cassidy
- Nuccia Cardinali : Clarissa
- Gilberto Galimberti (sous le pesudo de Gill Roland) : Collins
- Ágata Lys : Tony
- Lorenzo Piani : Grant
- Francisco Braña : juge Finley
- Paco Sanz : Pick
- Liliana Chiari : Margie
- Alfonso Sarlo : Owens
- Silvio Klein
- Attilio Pelegatti
- Marisa Bertoni
- Giuseppe Pandolfi